# Johnny Dumfries
John Colum Crichton-Stuart, Earl of Dumfries, 7th Marquess of Bute, mer känd som Johnny Dumfries, född 26 april 1958 på Rothesay Castle på Isle of Bute i Skottland, död 22 mars 2021, var en brittisk racerförare.

## Racingkarriär
Dumfries, som tillhör en av Skottlands äldsta aristokratiska familjer och som är arvtagare till en av de största förmögenheterna, hade ett passionerat intresse för racing. Han lyckades få arbete som transportbilschaufför hos Williams Grand Prix Engineering tack vare sin kusin, den förre racerföraren Charlie Crichton-Stuart. 
Dumfries bestämde sig för att börja tävla i racing och därmed bli känd på egna meriter. Han lyckades skrapa ihop pengar för att tävla i Formel Ford 1600 och sedan i formel 3. 1983 körde han ett lopp på Silverstone i det europeiska F3-mästerskapet, där han bland annat kämpade mot brasilianen Ayrton Senna. Året efter körde han i den brittiska serien för Dave Price Racing och vann tio lopp och slutade tvåa i det europeiska F3-mästerskapet. 1985 körde Dumfries i formel 3000 för Onyx, men utan framgång. Han var också testförare för formel 1-stallet Ferrari. 
Säsongen 1986 körde Dumfries i formel 1 för Lotus, där han var stallkamrat med Ayrton Senna. Dumfries kom som bäst femma i Ungern 1986 och sexa i Australien 1986 och slutade på sammanlagt trettonde plats i mästerskapet.
Dumfries hoppade därefter av formel 1 och började tävla i sportvagnsracing. Han vann bland annat Le Mans 24-timmars i en Jaguar XJR tillsammans med Jan Lammers och Andy Wallace 1988. Dumfries avslutade sin racingkarriär i Toyotas sportvagnsteam 1989 och 1990.

## F1-karriär
| Säsong | Stall/Tillverkare | Poäng | Placering |
| ------ | ----------------- | ----- | --------- |
| 1986   | Lotus-Renault     | 3     | 13        |